# عوامر وبنی برزه، قنا
عوامر وبنی برزه (به عربی: العوامر وبني برزة)، روستایی از توابع شهرستان ابو تشت در استان قنا و کشور مصر است.

## جمعیت
براساس سرشماری سال ۲۰۰۶ مصر، جمعیت آن ۹۸۳۲ نفر(۴۷۶۵ مرد و ۵۰۶۷ زن) بوده‌است.